# Klavdij II. Gotski
Klavdij II. Gotski (latinsko Caesar Marcvs Avrelivs Clavdivs Avgvstvs 'Gothicvs') je bil od leta 268 do 270 cesar Rimskega cesarstva, * 10. maj 214, † januar 270. 
Med svojim vladanjem se je uspešno vojskoval z Alemani in v bitki pri Nišu leta 268 ali 269 prepričljivo porazil Gote. Umrl je zaradi "kuge", verjetno Ciprijanove kuge, ki je opustošila nekaj provinc Rimskega cesarstva.

## Poreklo
Najpomembnejši vir podatkov za Klavdijevo biografijo je Trebelijanova zbirka cesarskih biografij Historia Augusta. Njegova biografija ni verodostojna, ker je polna izmišljotin in hval, ki so posledica dejstva, da je bil v 4. stoletju razglašen za sorodnika Konstancija Klora, očeta Konstantina Velikega, in s tem člana vladajoče dinastije. Trebelijanove podatke je treba previdno dopolnjevati s podatki iz drugih virov: Avrelija Viktorja, Psevdoavrelija Viktorja, Evtropija, Orozija, Ivana Zonare in Zosima ter kovancev in napisov.
Bodoči cesar Mark Avrelij Klavdij je bil rojen 10. maja 213 ali 214. Nekateri raziskovalci njegovo rojstvo postavljajo v leto 219 ali 220. Večina zgodovinarjev se kljub temu nagiba k starejšemu datumu, zlasti zato, ker bizantinski zgodovinar iz 6. stoletja Ivan Malala omenja, da je umrl star 56 let. Klavdij je izviral iz Dalmacije ali Ilirika, čeprav je mogoče, da je bil rojen v Dardaniji v Gornji Meziji.
V Epitome de Caesaribus (Povzetek življenjepisov cesarjev) iz 4. stoletja je podatek, da je bil nezakonski sin cesarja Gordijana II., v kar veliko zgodovinarjev dvomi.
Historia Augusta  ga prišteva med člane Flavijske rodbine.

## Cesar
Klavdij je bil poveljnik rimske vojske, ki je v bitki pri Nišu septembra 268 porazila Gote. Vojska ga je takoj zatem po smrti cesarja Galiena razglasila za novega cesarja. Obtožbe, da je on ubil Galiena, niso bile nikoli dokazane. Po prihodu na oblast je zahteval od Senata, da prizanese Galienovi družini in pristašem. 
Ob njegovem prihodu na oblast so največjo nevarnost za Rim predstavljali Goti, ki so napadali Ilirik in zlasti Panonijo. Rimljani so v bitki pri Nišu ujeli več tisoč Gotov in uničili njihovo konjenico, ostali Goti pa so pobegnili čez Donavo in niso nekaj deset let nadlegovali Rima.
V tem času je začelo Rim ogrožati drugo germansko ljudstvo, Alemani, ki so prešli Alpe in napadli Italijo. Klavdij jih je takoj napadel in pozno jeseni leta 268 samo nekaj mesecev po bitki pri Nišu porazil v bitki pri jezeru Benakus. Po zmagi je krenil proti Vizigotom in v nekaj bitkah ponovno vzpostavil oblast v dolini Rone in Hispaniji. Galsko kraljestvo je bilo popolnoma uničeno med vladavino cesarja Avrelijana. Klevdij II. je veliko pripomogel, da se je končala kriza tretjega stoletja, ki je skoraj povzročila konec Rimskega cesarstva. 
Klavdij je vladal samo nekaj več kot eno leto. Konec leta 269 je med pripravo na vojno proti Vandalom, ki so ropali po Panoniji, zbolel za kugo in na začetku leta 270 umrl. Pred smrtjo je za svojega naslednika imenoval Avrelijana, čeprav je za njim zelo malo časa vladal njegov brat Kvintil.
Rimski senat je Kalvdija pobóžil pod imenom "Božanski Klavdij Gotski".
Klavdij II. Gotski je znan tudi po tem, da je ukazal umoriti krščanskega meniha, kasneje znanega pod imenom sveti Valentin. Umor naj bi se zgodil 14. februarja  269.
Historia Augusta omenja, da je imel Klavdij tudi brata Krispa.

## Cesarji v drugi polovici krize tretjega stoletja
| Valerijan (253-268) |                  |                  |                  |                  |                  |  |  |                              |                              |                              |                              |                              |                              |  |  |               |               |               |               |               |               |  |  |                                       |                                       |                                       |                                       |                                       |                                       |  |  |                 |                 |                 |                 |                 |                 |  |  |                |                |                |                |                |                |
|                     |                  |                  |                  |                  |                  |  |  |                              |                              |                              |                              |                              |                              |  |  |               |               |               |               |               |               |  |  |                                       |                                       |                                       |                                       |                                       |                                       |  |  |                 |                 |                 |                 |                 |                 |  |  |                |                |                |                |                |                |
|                     |                  |                  |                  |                  |                  |  |  |                              |                              |                              |                              |                              |                              |  |  |               |               |               |               |               |               |  |  |                                       |                                       |                                       |                                       |                                       |                                       |  |  |                 |                 |                 |                 |                 |                 |  |  |                |                |                |                |                |                |
| Galien (253-268)    | Galien (253-268) | Galien (253-268) | Galien (253-268) | Galien (253-268) | Galien (253-268) |  |  | Klavdij II. Gotski (268-270) | Klavdij II. Gotski (268-270) | Klavdij II. Gotski (268-270) | Klavdij II. Gotski (268-270) | Klavdij II. Gotski (268-270) | Klavdij II. Gotski (268-270) |  |  | Kvintil (270) | Kvintil (270) | Kvintil (270) | Kvintil (270) | Kvintil (270) | Kvintil (270) |  |  | Avrelijan (270-275) ∞ Ulpija Severina | Avrelijan (270-275) ∞ Ulpija Severina | Avrelijan (270-275) ∞ Ulpija Severina | Avrelijan (270-275) ∞ Ulpija Severina | Avrelijan (270-275) ∞ Ulpija Severina | Avrelijan (270-275) ∞ Ulpija Severina |  |  | Tacit (275-276) | Tacit (275-276) | Tacit (275-276) | Tacit (275-276) | Tacit (275-276) | Tacit (275-276) |  |  | Florijan (276) | Florijan (276) | Florijan (276) | Florijan (276) | Florijan (276) | Florijan (276) |
| Galien (253-268)    | Galien (253-268) | Galien (253-268) | Galien (253-268) | Galien (253-268) | Galien (253-268) |  |  | Klavdij II. Gotski (268-270) | Klavdij II. Gotski (268-270) | Klavdij II. Gotski (268-270) | Klavdij II. Gotski (268-270) | Klavdij II. Gotski (268-270) | Klavdij II. Gotski (268-270) |  |  | Kvintil (270) | Kvintil (270) | Kvintil (270) | Kvintil (270) | Kvintil (270) | Kvintil (270) |  |  | Avrelijan (270-275) ∞ Ulpija Severina | Avrelijan (270-275) ∞ Ulpija Severina | Avrelijan (270-275) ∞ Ulpija Severina | Avrelijan (270-275) ∞ Ulpija Severina | Avrelijan (270-275) ∞ Ulpija Severina | Avrelijan (270-275) ∞ Ulpija Severina |  |  | Tacit (275-276) | Tacit (275-276) | Tacit (275-276) | Tacit (275-276) | Tacit (275-276) | Tacit (275-276) |  |  | Florijan (276) | Florijan (276) | Florijan (276) | Florijan (276) | Florijan (276) | Florijan (276) |
| Salonin 258-260)    |                  |                  |                  |                  |                  |  |  |                              |                              |                              |                              |                              |                              |  |  |               |               |               |               |               |               |  |  |                                       |                                       |                                       |                                       |                                       |                                       |  |  |                 |                 |                 |                 |                 |                 |  |  |                |                |                |                |                |                |

### Primarni viri
- Aurelij Victor. Epitome de Caesaribus
- Evtropij. Breviarium ab urbe condita
- Historia Augusta, Life of Claudius. Zanesljivost vira je sporna.
- Ivan Zonara. Compendium of History. extract: Zonaras: Alexander Severus to Diocletian: 222–284
- Zosim. Historia Nova.

### Sekundarni viri
- Weigel, Richard D. "Claudius II Gothicus (268 -270)", De Imperatoribus Romanis, 2001
- Jones, A.H.M.; J.R. Martindale; J. Morris (1971). The Prosopography of the Later Roman Empire Volume 1: A.D. 260–395. Cambridge University Press. ISBN 0-521-07233-6.
- Gibbon. Edward Decline & Fall of the Roman Empire (1888)
- Curran, John R. Pagan City and Christian Capital: Rome in the Fourth Century. Oxford: Clarendon, 2000. Print
- Larue, Gerald A. "There They Go Again!" The Humanist Sept. 1999: 1. Print.
- Meijer, Fik. Emperors Don't Die in Bed. London: Routledge, 2004. Print.
- Potter, David S. "Bryn Mawr Classical Review 2005.08.01." The Bryn Mawr Classical Review. 2004.
- Henze, W. (1896). »Aurelius 82« (Paulys Realencyclopädie der classischen Altertumswissenschaft izd.). {{navedi časopis}}: Sklic journal potrebuje|journal= (pomoč)
- Homo, L. (1903). De Claudio Gothico, Romanorum imperatore (268—270). Paris: H. Jouve.
- Damerau, P. (1934). Kaiser Claudius II. Goticus (268—270 n. Chr.). Leipzig: Dieterich.
- Henze, Walter, "Aurelius 82", Realencyclopädie der classischen Altertumswissenschaft, volume 4 (II.2), Metzlerscher Verlag (Stuttgart, 1896), columns 2458–2462.
- Kienast, D. (1990). Römische Kaisertabelle. Grundzüge einer römischen Kaiserchronologie. Darmstadt: Wissenschaftliche Buchgesellschaft. ISBN 9783534132898.
- Paschoud, F. (1992). »Claude II aux Thermopyles? A propos de HA, Claud. 16,1, Zosime 5,5 et Eunape, Vitae Soph. 7, 3, 4-5« (Institutions, société et vie politique dans l'Empire romain au IVe siècle ap. J.-C. Actes de la table ronde autour de l'oeuvre d'André Chastagnol (Paris, 20-21 janvier 1989) izd.). Rome: 21–28. {{navedi časopis}}: Sklic journal potrebuje|journal= (pomoč)
- Kotula, T. (1994). »Autour de Claude II le Gothique: péripéties d'un mythe« (96) (Revue des Études Anciennes izd.): 499–509. {{navedi časopis}}: Sklic journal potrebuje|journal= (pomoč)
- Southern, Pat (2001). The Roman Empire from Severus to Constantine. London, New York: Routledge. ISBN 9780415239431.
- Watson (2004). »A.«. Aurelian and the Third Century. London: Routledge. ISBN 9781134908158.
- Potter, D. S. (2004). The Roman Empire at Bay, AD 180—395. London: Routledge. ISBN 9780415100588.
- Hartmann, U.; Gerhardt, T. (2008). Die Zeit der Soldatenkaiser: Krise und Transformation des Römischen Reiches im 3. Jahrhundert n. Chr. (235-284). Berlin: Walter de Gruyter. hrsg. v. Johne K.-P. ISBN 9783050088075.

| Vladarski nazivi                                                  | Vladarski nazivi                                                | Vladarski nazivi                                  |
| ----------------------------------------------------------------- | --------------------------------------------------------------- | ------------------------------------------------- |
| Predhodnik: Galien                                                | Rimski cesar 268–270                                            | Naslednik: Kvintil                                |
| Politične funkcije                                                |                                                                 |                                                   |
| Predhodnik: Aspazij Patern Publij Licinij Egnacij Marinian Postum | Konzul Rimskega cesarstva 269 z Paternom, Viktorinom in Sanktom | Naslednik: Flavij Antiohian Virij Oficij Viktorin |